# Diocesi di Cidiesso
La diocesi di Cidiesso (in latino: Dioecesis Cidyessensis) è una sede soppressa e sede titolare della Chiesa cattolica.

## Storia
Cidiesso, identificabile con le rovine nei pressi di Buca nell'odierna Turchia, è un'antica sede episcopale della provincia romana della Frigia Pacaziana nella diocesi civile di Asia. Faceva parte del patriarcato di Costantinopoli ed era suffraganea dell'arcidiocesi di Laodicea.
La diocesi è documentata nelle Notitiae Episcopatuum del patriarcato di Costantinopoli fino al XII secolo.
Sono tre i vescovi noti di questa antica sede episcopale: Eraclio non prese parte al concilio di Calcedonia nel 451 e alcuni atti sinodali furono firmati al suo posto dal metropolita Nunechio di Laodicea; Andrea fu tra i padri conciliari del concilio niceno del 787; Tommaso assistette al concilio di Costantinopoli dell'879-880 che riabilitò il patriarca Fozio di Costantinopoli.
Dal XIX secolo Cidiesso è annoverata tra le sedi vescovili titolari della Chiesa cattolica; la sede è vacante dal 18 dicembre 1965.

## Cronotassi

### Vescovi greci
- Eraclio † (menzionato nel 451)
- Andrea † (menzionato nel 787)
- Tommaso † (menzionato nell'879)

### Vescovi titolari
- José Terrés, O.P. † (21 aprile 1874 - 2 aprile 1906 deceduto)
- Lajos Rajner † (14 giugno 1906 - 27 marzo 1920 deceduto)
- Natale Gabriele Moriondo, O.P. † (28 giugno 1920 - 19 maggio 1922 nominato vescovo di Caserta)
- Antonín Čech † (3 gennaio 1923 - 26 agosto 1929 deceduto)
- Paulin-Joseph-Justin Albouy, M.E.P. † (27 marzo 1930 - 11 aprile 1946 nominato arcivescovo di Nanning)
- Claude-Philippe Bayet, M.E.P. † (10 aprile 1947 - 18 dicembre 1965 nominato vescovo di Ubon)